# Ларкович, Борис Николаевич
Борис Николаевич Ларкович (род. 1940) — советский хоккеист, нападающий. Мастер спорта СССР (1963).

## Биография
Начинал играть в команде чемпионата РСФСР «Химик» Новосибирск (1959/60 — 1961/62). Перейдя в «Сибирь», по итогам сезона 1962/63 вылетел с командой во 2 группу класса «А». В 1965 году вернулся в 1 группу, сезоны 1966/67 — 1967/68 отыграл в чемпионате за «Металлург» Новокузнецк. В сезонах 1968/69 — 1973/74 выступал в низших лигах за «Автомобилист» / «Енбек» Алма-Ата.
Серебряный призёр хоккейного турнира зимней Спартакиады народов СССР 1962 года в составе сборной РСФСР.